# Jacob Shaffelburg
Jacob Shaffelburg (Kentville, Nueva Escocia, 26 de noviembre de 1999) es un futbolista canadiense que juega en la demarcación de extremo para el Nashville S. C. de la Major League Soccer.

## Selección nacional
El 10 de enero de 2020 debutó con la selección de fútbol de Canadá en un encuentro amistoso contra Barbados que finalizó con un resultado de 4-1 a favor del combinado canadiense tras el gol de Shamar Edwards para Barbados, y de Charles-Andreas Brym, Liam Fraser, Russell Teibert y de Jayden Nelson para el combinado canadiense.

### Participaciones en Copas América
| Torneo            | Sede           | Resultado     | Partidos | Goles |
| ----------------- | -------------- | ------------- | -------- | ----- |
| Copa América 2024 | Estados Unidos | Cuarto puesto | 6        | 1     |

## Clubes
| Club                   | País           | Año       | Partidos | Goles |
| ---------------------- | -------------- | --------- | -------- | ----- |
| TFC Academy            | Canadá         | 2017      | 1        | 0     |
| Black Rock FC          | Estados Unidos | 2018      | 7        | 8     |
| Toronto FC II          | Canadá         | 2019      | 15       | 2     |
| Toronto FC             | Canadá         | 2019-2020 | 18       | 0     |
| Toronto FC II (cedido) | Canadá         | 2021      | 1        | 0     |
| Toronto FC             | Canadá         | 2021-2022 | 33       | 4     |
| Nashville S. C.        | Estados Unidos | 2022-     | 90       | 11    |

## Palmarés

### Títulos nacionales
| Título                          | Club       | País   | Año  |
| ------------------------------- | ---------- | ------ | ---- |
| Campeonato Canadiense de Fútbol | Toronto FC | Canadá | 2020 |